# Rust Never Sleeps
Rust Never Sleeps er dels et Neil Young-album fra 1979, bestående af liveoptagelser af nye sange fra en turné i 1978, dels en koncertfilm med samme titel. Albummet er karakteristisk ved at have en akustisk og en elektrisk side. Den akustiske side starter med sangen My My, Hey Hey (Out of the Blue). Den elektriske side er med backingbandet Crazy Horse og slutter med sangen Hey Hey, My My (Into the Black); det er to vidt forskellige versioner af samme sang. Pladen blev af Rolling Stones kritikere og læsere valgt til året album.

## Side 1
1. "My My, Hey Hey (Out Of The Blue)" (Blackburn/Young) – 3:45
2. "Thrasher" – 5:38
3. "Ride My Llama" – 2:29
4. "Pocahontas" – 3:22
5. "Sail Away" – 3:46

## Side 2
1. "Powderfinger" – 5:30
2. "Welfare Mothers" – 3:48
3. "Sedan Delivery" – 4:40
4. "Hey Hey, My My (Into The Black)" – 5:18